# Kanton Rabastens-de-Bigorre
Rabastens-de-Bigorre is een voormalig kanton van het Franse departement Hautes-Pyrénées. Het kanton maakte deel uit van het arrondissement Tarbes. Het werd opgeheven bij decreet van 25 februari 2014, met uitwerking op 22 maart 2015.
Alle gemeenten werden opgenomen in het nieuwe kanton Val d'Adour-Rustan-Madiranais.

## Gemeenten
Het kanton Rabastens-de-Bigorre omvatte de volgende gemeenten:
- Ansost
- Barbachen
- Bazillac
- Bouilh-Devant
- Buzon
- Escondeaux
- Gensac
- Lacassagne
- Laméac
- Lescurry
- Liac
- Mansan
- Mingot
- Monfaucon
- Moumoulous
- Peyrun
- Rabastens-de-Bigorre (hoofdplaats)
- Saint-Sever-de-Rustan
- Sarriac-Bigorre
- Ségalas
- Sénac
- Tostat
- Trouley-Labarthe
- Ugnouas